# Fiskdamm (Riseberga socken, Skåne)
Fiskdamm är en sjö i Klippans kommun i Skåne och ingår i Rönne ås huvudavrinningsområde.